# خوسيه ماريا توري
خوسيه ماريا توري (بالإسبانية: José María Torre)‏ هو ممثل مكسيكي، ولد في 4 نوفمبر 1977 بمدينة مكسيكو في المكسيك.

## وصلات خارجية
- خوسيه ماريا توري على موقع IMDb (الإنجليزية)
- خوسيه ماريا توري على موقع ألو سيني (الفرنسية)
- خوسيه ماريا توري على موقع ألو سيني (الفرنسية)
- خوسيه ماريا توري على موقع أول موفي (الإنجليزية)
- خوسيه ماريا توري على موقع قاعدة بيانات الفيلم (الإنجليزية)
- خوسيه ماريا توري على موقع كينوبويسك (الروسية)